# San Pio (Michelangelo)
San Pio è una scultura marmorea (altezza 134 cm) di Michelangelo, eseguita tra il 1501 e il 1504 circa e collocata nella Cattedrale di Santa Maria Assunta a Siena, entro il complesso dell'Altare Piccolomini.

## Storia
Le statue che dovevano completare l'altare nella cappella dei Piccolomini nel Duomo dovevano essere in tutto quindici e vennero commissionate a Michelangelo nel 1501 dopo che l'artista precedentemente designato, Pietro Torrigiani, aveva lasciato l'incarico scolpendo una sola statua. Michelangelo lavorò alle statue da Firenze, inviandone all'incirca una all'anno, con un massiccio impiego di aiuti, fino al 1504, ma poi l'impresa senese dovette non soddisfare più le sue ambizioni, essendo ormai lanciato sulla strada della fama e verso progetti di ben maggiore portata, come il David che stava scolpendo proprio in quegli anni.

## Descrizione e stile
Le statue per i Piccolomini appaiono più modeste di altre opere completate in precedenza dall'artista, probabilmente anche a causa della loro collocazione nello spazio piuttosto angusto delle nicchie a cui erano destinate.
Il San Pio mostra una certa debolezza di ispirazione che fu dovuta forse al massiccio impiego di aiutanti. Il vescovo, con la mitria, è colto mentre con un gesto della mano destra sembra voler richiamare l'attenzione dello spettatore. Il panneggio procede liscio lungo la tonaca, con alcune vibrazioni setose, con la pausa della mantella liturgica, pesante e spianata. Notevole è il realismo del volto, che esprime la dignità e la sapienza del personaggio, sottolineata anche dal libro sottobraccio.